# Werner von Melle

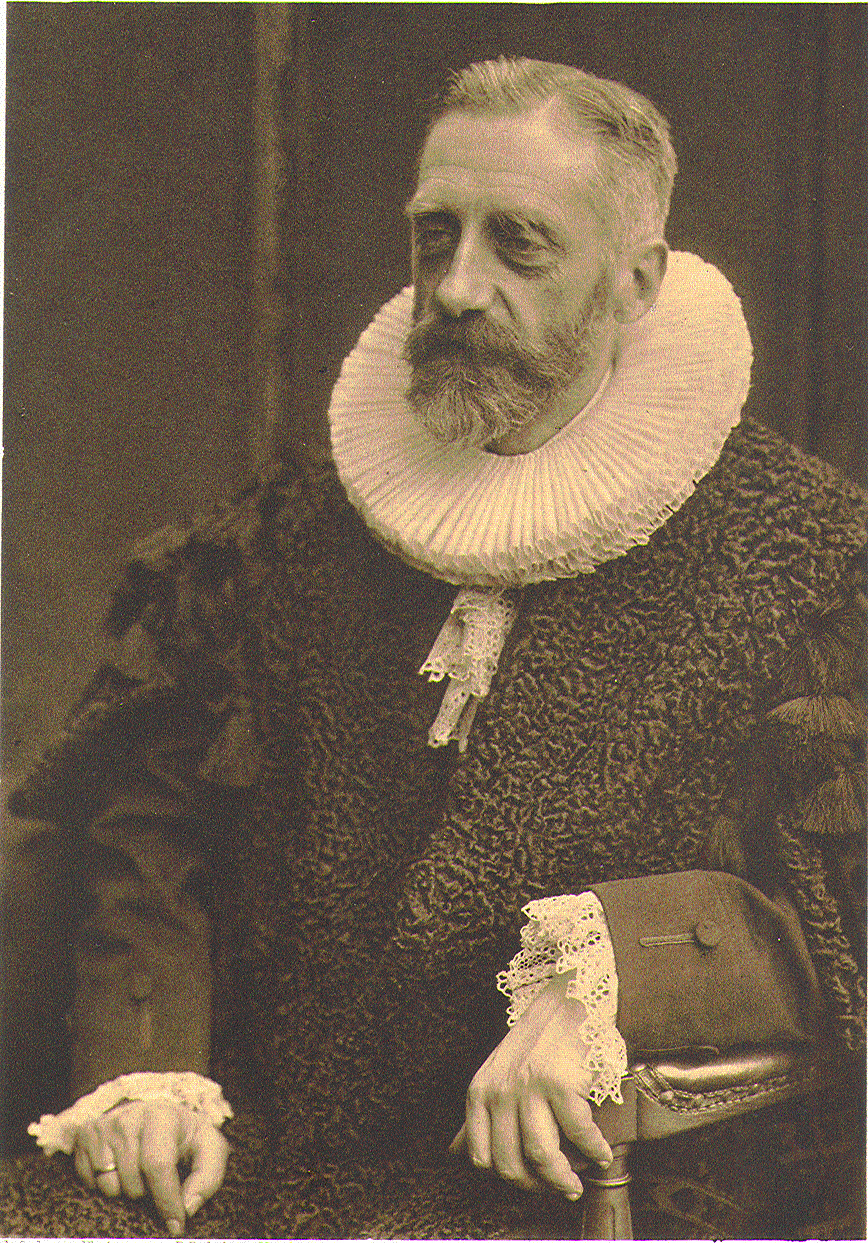
Werner von Melle, 1905

Werner von Melle (* 18. Oktober 1853 in Hamburg; † 18. Februar 1937 ebenda) war ein Hamburger Jurist, Senator und Bürgermeister.

## Familie
Werner von Melle wurde als zweites Kind des Kaufmanns und späteren Hamburger Senators Emil von Melle und seiner Ehefrau Maria Elisabeth (1827–1912), einer Tochter des Senators Heinrich Geffcken, in Hamburg geboren. Er heiratete 1880 Emmy Kaemmerer (1858–1931), eine Tochter des Kaufmanns Heinrich Kaemmerer und der Emilie Goßler. Emilie Goßler war eine Tochter von Hermann Goßler. Aus der Ehe gingen drei Töchter hervor, Maria (1881–1963), verheiratet mit dem Sohn des gleichnamigen Pastors Georg Behrmann, Alida (1885–1967), die den Germanisten Conrad Borchling heiratete und Emilia (1889–1958), verheiratete Jäger.

## Leben
Von Melle studierte in Göttingen Rechtswissenschaften und wurde dort 1876 promoviert. Er wurde am 1. November 1876 in Hamburg als Advokat immatrikuliert und war als solcher bis 1886 zugelassen. Er trat 1876 in die Anwaltspraxis Dres. Heinsen und R. Mönckeberg ein und fungierte später als Rechtskonsulent des Leiters des Seeamtes, er war außerdem Vertreter des Sekretärs der Deputation für Handel und Schifffahrt. Nebenbei schrieb er Artikel für den Hamburgischen Correspondent. 1886 wurde von Melle auf Wunsch von Emil Hartmeyer Redakteur bei den Hamburger Nachrichten und gab damit seine anwaltliche Tätigkeit auf. 1891 wurde von Melle zum Mitglied des Präsidiums der Oberschulbehörde ernannt und am 17. Juni zum Senatssyndicus berufen. Am 26. September 1900 wurde von Melle in den Hamburger Senat gewählt und 1904 als Präses der Oberschulbehörde bestellt. Für die Kalenderjahre 1914 und 1917 wurde er vom Senat zum Zweiten Bürgermeister gewählt und für 1915 und 1918 turnusmäßig zum Ersten Bürgermeister.
Werner von Melle wohnte lange am Graumannsweg 30a in Hamburg-Hohenfelde und zog am 1. April 1911 nach Hamburg-Winterhude an den Rondeelteich, Rondeel 43 um. Auch wenn er nicht in St. Pauli wohnte, so war er trotzdem Ehrenmitglied des St. Pauli Bürgervereins und Vorsitzender des Kirchenvorstandes der 1907 geweihten Gnadenkirche (Hamburg) in St. Pauli-Nord. Er setzte sich für die Beauftragung von Carl Otto Czeschka ein für dessen neue Glaskunstfenster in Form von zwei Triptychen „Die Schöpfung“ und „Geburt Christi“ (1911–1919), die 1943 zerstört wurden.
Er war parteilos und gehörte dem Vorkriegssenat an, als es im November 1918 in Hamburg zur Novemberrevolution kam. Der Arbeiter- und Soldatenrat für Groß-Hamburg übernahm am 6. November 1918 nach kurzen Kämpfen mit zehn Toten die Macht in Hamburg. An der Spitze dieses Rates standen seit dem 12. November 1918 Heinrich Laufenberg und Wilhelm Heise. Diese setzten den alten Senat am selben Tag ab. Sie setzten ihn aber am 18. November 1918 als rein administrative Körperschaft wieder ein. Von Melle blieb ab dem 1. Januar 1919 Erster Bürgermeister, und erst nach der Wahl der ersten freien und demokratisch gewählten Bürgerschaft am 16. März 1919 und der ersten Sitzung am 24. März 1919 trat er als Erster Bürgermeister am 27. März 1919 zurück. In den neu gewählten Senat wurde er als parteiloser Senator wieder gewählt. Der Senat, der wie bereits nach altem Recht die Bürgermeister aus seiner Mitte bestimmte, wählte ihn für die Amtszeit vom 30. März 1919 bis zum 21. Dezember 1919 erneut zum Ersten Bürgermeister. Im Anschluss an diese Amtszeit gehörte er noch bis 1921 weiterhin dem Senat an.

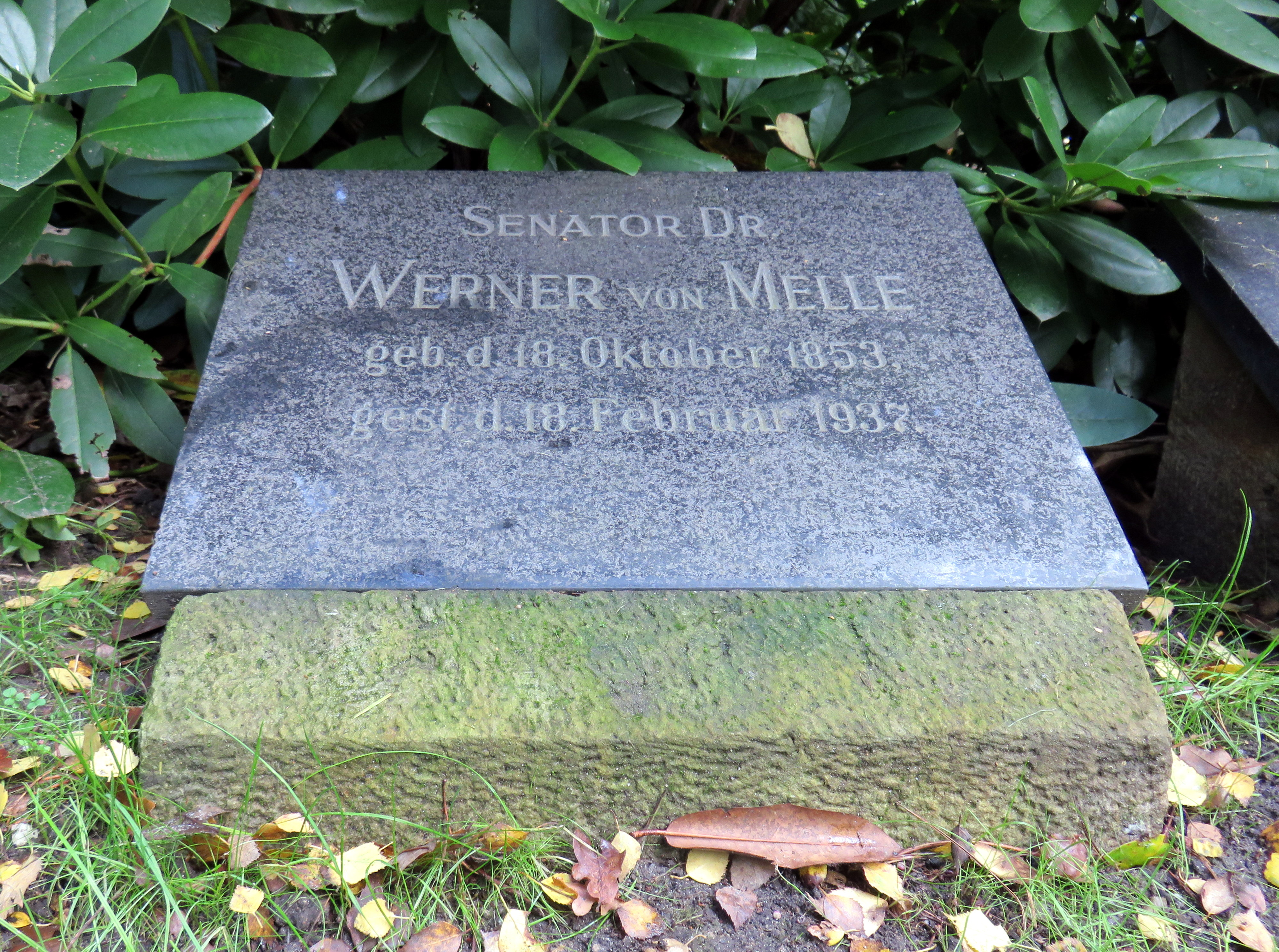
Grabstein Werner von Melle, Friedhof Ohlsdorf

Von Melle trat vor allem mit Bildungsfragen in Erscheinung. 1907 gründete er die Hamburgische Wissenschaftliche Stiftung; als Anschubfinanzierung hierfür gewann er seinen ehemaligen Klassenkameraden, den späteren Gold- und Diamantenmagnaten Alfred Beit, der den Kapitalgrundstock von zwei Millionen Mark spendete. Über die Stiftung unterstützte von Melle bereits vor dem Ersten Weltkrieg das öffentliche Vorlesungswesen und wurde die „treibende Kraft hinter den Universitätsgründungsplänen“. Von Melle war mit dafür verantwortlich, dass die Bürgerschaft einen Bauplatz auf der Moorweide für die Errichtung des von Edmund Siemers gestifteten Vorlesungsgebäudes bewilligte. Aus diesen Institutionen – darunter das Hamburgische Kolonialinstitut, die erste staatliche Hochschule in der Hansestadt Hamburg – entstand später die Universität Hamburg. 1919 war von Melle maßgeblich in Zusammenarbeit mit Rudolf Ross an dem Gesetz zur Gründung der Universität Hamburg und der Hamburger Volkshochschule beteiligt.
Das Grab von Melles ist auf dem Friedhof Ohlsdorf in Lage Z10.

## Auszeichnungen

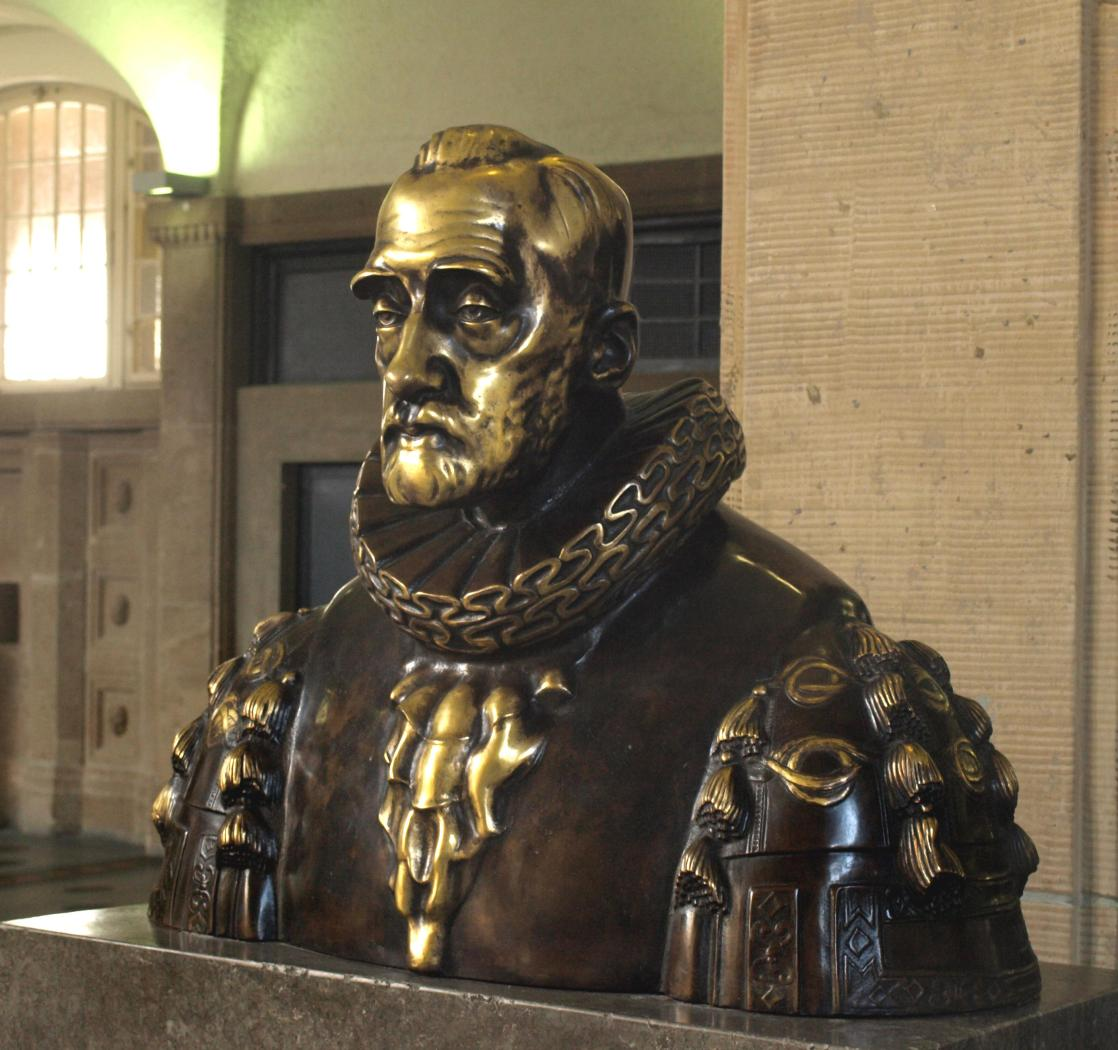
Friedrich Wield: Büste von Werner von Melle im Hauptgebäude der Universität Hamburg

- 1917: Ehrendoktor der theologischen Fakultät der Georg-August-Universität Göttingen
- 1921: Rector magnificus honoris causa der Universität Hamburg
- 1928: Ehrendoktor der Staatswissenschaften der Universität Hamburg

Zum Gedenken an Werner von Melle wurde eine Werner-von-Melle-Büste im Hauptgebäude der Universität Hamburg aufgestellt. Außerdem heißt der Hamburger Universitätscampus Von-Melle-Park.

## Werke
- Die Entwicklung des öffentlichen Armenwesen in Hamburg. Hamburg 1883.
- Gustav Heinrich Kirchenpauer. Ein Lebens- und Zeitbild. Hamburg 1888.
- Das Hamburgische Staatsrecht. Hamburg 1891.
- Dreißig Jahre Hamburger Wissenschaft, 1891–1921. Rückblicke und persönliche  Erinnerungen. 2 Bände, Hamburg 1923.
- Jugenderinnerungen. Hamburg 1928.
- Vom Akademischen Gymnasium zur Hamburgischen Universität. In: Gesellschaft der Freunde des Vaterländischen Schul- und Erziehungswesens (Hrsg.): Hamburg in seiner wirtschaftlichen und kulturellen Bedeutung für Deutschland. Hamburg 1925, S. 124–131.